# Phiomorpha
Los fiomorfos (Phiomorpha) son un parvorden de roedores, compuesto de diferentes familias vivientes y extintas originarias únicamente o principalmente de África. Junto con los anomaluromorfos y posiblemente los zegdoúmidos, representan una de las pocas colonizaciones tempranas de África por parte de los roedores. 

## Taxonomía
Se conocen las siguientes familias y géneros:
- Bathyergidae Waterhouse, 1841
  - Bathyergus Illiger, 1811
  - Cryptomys Gray, 1864
  - Fukomys[1] Kock et al., 2006
  - Georychus Illiger, 1811
  - Heliophobius Peters, 1846
  - Heterocephalus Rüppell, 1842
- †Bathyergoididae Lavocat, 1973
  - †Bathyergoides Stromer, 1923
- †Diamantomyidae Schaub, 1958
  - †Diamantomys Stromer, 1922
  - †Pomonomys Stromer, 1922
  - †Metaphiomys[2] Osborn, 1908
- †Gaudeamuridae[3] Sallam et al., 2011
  - †Gaudeamus Wood, 1968
- †Kenyamyidae Lavocat, 1973
  - †Kenyamys Lavocat, 1973
  - †Simonimys Lavocat, 1973
- †Myophiomyidae Lavocat, 1973
  - †Elmerimys Lavocat, 1973
  - †Myophiomys Lavocat, 1973
  - †Phiocricetomys A.E. Wood, 1968
  - †Phiomyoides Stromer, in Kaiser, 1926
- Petromuridae Wood, 1955
  - Petromus A. Smith, 1831
- †Phiomyidae Wood, 1955
  - †Acritophiomys
  - †Andrewsimys Lavocat, 1973
  - †Elwynomys
  - †Phiomys Osborn, 1908
  - †Protophiomys Jaeger et al., 1985
  - †Ugandamys[4] Winkler et al., 2005
- Thryonomyidae Pocock, 1922
  - Thryonomys Fitzinger, 1867
- †Paracryptomys Lavocat, 1973 - incertae sedis